# Кірата

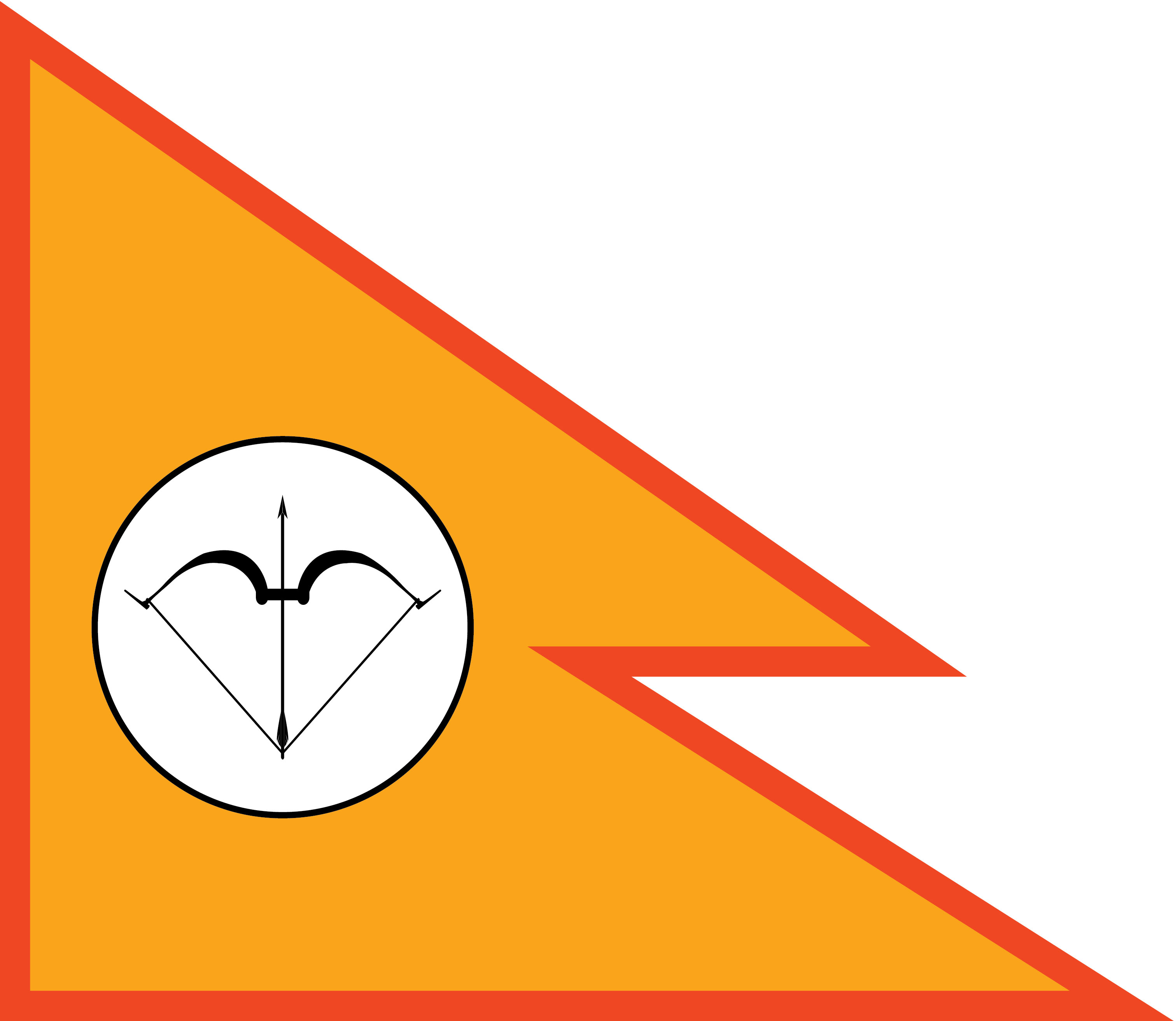
Прапор кірата

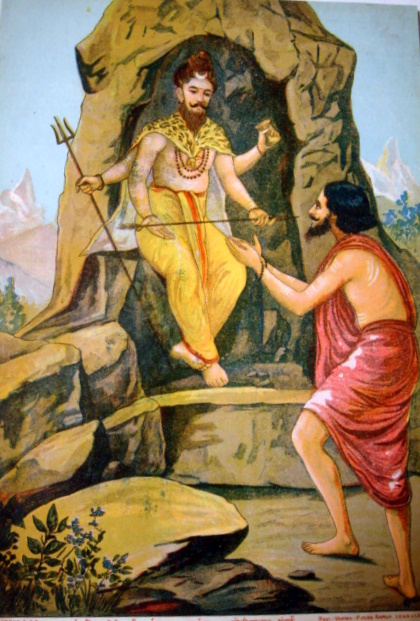
Кірата навчає стрільбі з лука Арджуну — картина Раджи Раві Варма (1848—1906)

Кірата (санскр. किराट, Kirāṭa) — загальна санскритська назва народів монголоїдної раси, що мешкали в Гімалах від Північної до Північно-Східної Індії. Вони часто вказувалися разом з групами народів сінас (що асоціюються з китайцями) та нішанда. Кірата вперше згадуються у Яджур-веді (Shukla XXX.16; Krisha III.4,12,1) та в Атхарва-веді (X.4,14). В Дхармашастрі Ману (X.44) вони описані як кшатрії, що збіднілі та частково втратили свою культуру, опинившись за межами впливу брахманізму. Можливо також, що термін є санскритизацією сино-тибетської назви конкретного племені, найбільш ймовірно племені кірат (кірант, кіранті), що мешкає на сході Непалу.
Ця група описана в кількох літературних творах. Так, у Махабхараті Бхіма зустрічає кірата на схід від Відехи, де народився його син Ґхатоткача; часто ця назва поширювалася на всіх мешканців Гімалаїв. Ці люди описуються як «золотоподібні», на відміну від нішанда і даса, які були «темними».
В Йога Васістха 1.15.5 Рама розповідає про kirAteneva vAgurA, «пастку, встановлену кірата», що вказує на те, що станом на 10 століття до н. е. кірата вважалися мисливцями, що ловили тварин пастками, наприклад ямами для оленів. Той же текст розповідає про монарха Сураґху, правителя кірата та друга перського монарха Паріґхи.